# 冠姓
冠姓是指因出生、婚姻、收養等法律程序而產生授與姓氏或增加姓氏的人類行為。一般來說，是種權力象徵。冠姓來源虔信自文字歷史開始。種類則約有授與和增加兩種方式。

## 夫妻冠姓
有些國家的配偶於結婚後會名字中增加或從丈夫的姓氏，反之丈夫入贅亦同。例如前國民黨主席連戰的妻子連方瑀，其本名為「方瑀」，「連」則為冠姓，又作冠夫姓。
以前的中華民國民法第1000條規定，夫妻各保有其本姓。但得書面約定以其本姓冠以配偶之姓，並向戶政機關登記(第一項)。冠姓之一方得隨時回復其本姓。但於同一婚姻關係存續中以一次為限(第二項)。現有的民法已不採取冠姓為原則，但容許婚姻當事人約定冠姓，嗣後亦得回復本姓，打破原先一家一姓的傳統。

## 子女冠姓
全世界大部份民族的出生兒皆有冠父親或母親姓氏的習慣，即通常所说的随父姓、随母姓。由于人类长期普遍处于父系传承社会，财产、权力等由父子相传，随父姓是主流。以婚生子女出生后随父姓最为常见。非婚生子女随父姓、随母姓则因各国社会、法律情况、个人选择而定。养子女、继子女亦是如此。
在一些原本沒有固定姓氏的民族將其父名或母名充當固定姓氏的例子。

### 中华民国
中華民國民法於1930年制定時，第一千零五十九條規定：子女從父姓(第一項)。贅夫之子女從母姓。但另有約定者，從其約定(第二項)。然而由於影響重男輕女等弊，違反性別平等，1985年修法時改為：子女從父姓。但母無兄弟，約定其子女從母姓者，從其約定(第一項)。贅夫之子女從母姓。但約定其子女從父姓者，從其約定(第二項)。
2007年時，經婦女團體大力要求改革，也因應子女本身之自主，故將原條文加以修正，要求父母於子女出生登記前，應以書面約定子女從父姓或母姓。且子女經出生登記後，於未成年前，得由父母以書面約定變更為父姓或母姓。子女已成年者，經父母之書面同意得變更為父姓或母姓。並增訂第一千零五十九條之一，俾使非婚生子女，亦可以有所依據。但由於條文中規範，有事實足認子女之姓氏對其有不利之影響時，父母之一方或子女得請求法院宣告變更子女之姓氏為父姓或母姓。引起適用上的疑慮到底如何才構成「不利影響」，致使實務上因認定嚴格或是舉證不易獲得法官支持，致使許多人無法因此順利改姓，故於2010年時再度修正，將要件修改為「為子女之利益」，於具備相關情形即得聲請改姓。
修正後之條文改為如下內容:
- 民法第一千零五十九條：

父母於子女出生登記前，應以書面約定子女從父姓或母姓。未約定或約定不成者，於戶政事務所抽籤決定之。
子女經出生登記後，於未成年前，得由父母以書面約定變更為父姓或母姓。
子女已成年者，得變更為父姓或母姓。
前二項之變更，各以一次為限。
有下列各款情形之一，法院得依父母之一方或子女之請求，為子女之利益，宣告變更子女之姓氏為父姓或母姓：
1. 父母離婚者。
2. 父母之一方或雙方死亡者。
3. 父母之一方或雙方生死不明滿三年者。
4. 父母之一方顯有未盡保護或教養義務之情事者。

- 民法第一千零五十九條之一：

非婚生子女從母姓。經生父認領者，適用前條第二項至第四項之規定。
非婚生子女經生父認領，而有下列各款情形之一，法院得依父母之一方或子女之請求，為子女之利益，宣告變更子女之姓氏為父姓或母姓：
1. 父母之一方或雙方死亡者。
2. 父母之一方或雙方生死不明滿三年者。
3. 子女之姓氏與任權利義務行使或負擔之父或母不一致者。
4. 父母之一方顯有未盡保護或教養義務之情事者。

### 中华人民共和国
近年中國大陆常有新生兒究竟該冠父姓或母姓的爭執。

## 备注
1. ↑  修正理由謂：國人囿於子嗣觀念，每於接連生育女孩後，為期得男，輒無節制，不但有違家庭計劃生育之原則，且影響母體健康，增加家庭負擔。故各方反應，咸望子女亦可從母姓，以期消弭無節制生育之弊害。又嫁娶婚之子女限從父姓，而贅夫之子女，則可另外約定，亦有不公。爰予修正，使嫁娶婚之子女亦可從母姓。但書修正為：「但另有約定從母姓或父姓者，從其約定。」僅約定從父、母一方之姓，以杜流弊。